# Repubblica Centrafricana ai Giochi della XXIX Olimpiade
La Repubblica Centrafricana ha partecipato alle Olimpiadi di Pechino dall'8 al 24 agosto 2008 non riuscendo però a vincere nessuna medaglia.

## Atletica leggera
| Atleta            | Evento | Batteria | Batteria  | Quarti di finale  | Quarti di finale  | Semifinale        | Semifinale        | Finale            | Finale            |
| Atleta            | Evento | Tempo    | Posizione | Tempo             | Posizione         | Tempo             | Posizione         | Tempo             | Posizione         |
| ----------------- | ------ | -------- | --------- | ----------------- | ----------------- | ----------------- | ----------------- | ----------------- | ----------------- |
| Béranger Bossé    | 100 m  | 10"51    | 6         | Non ha proseguito | Non ha proseguito | Non ha proseguito | Non ha proseguito | Non ha proseguito | Non ha proseguito |
| Mireille Derebona | 800 m  | SQ       | –         | Non ha proseguito | Non ha proseguito | Non ha proseguito | Non ha proseguito | Non ha proseguito | Non ha proseguito |

## Pugilato
| Atleta         | Evento      | 16-esimi             | Ottavi               | Quarti               | Semifinali           | Finale               |
| Atleta         | Evento      | Avversario Risultato | Avversario Risultato | Avversario Risultato | Avversario Risultato | Avversario Risultato |
| -------------- | ----------- | -------------------- | -------------------- | -------------------- | -------------------- | -------------------- |
| Bruno Bongongo | Pesi welter | Mulema P 2–17        | Non ha proseguito    | Non ha proseguito    | Non ha proseguito    | Non ha proseguito    |